# Biobränsle
Biobränslen är förnybara bränslen som är producerade av biomassa, det vill säga organismer som bildades och slutade leva för en kort tid sedan (i motsats till fossila bränslen, där organismerna levde för länge sedan). Energin i biobränslena kallas bioenergi och är ursprungligen solenergi som kemiskt bundits med hjälp av fotosyntes.
De största beståndsdelarna i en biomassa som används för bioenergi är cellulosa, lignin, stärkelse och socker, men många växter innehåller även andra organiska föreningar som är fördelaktiga för energiutvinning ur materialet på grund av deras fysiska uppbyggnad och kemiska sammansättning.
Skillnaden mellan biobränslen och fossila bränslen, vars energi i grunden också är kemisk bunden solenergi, är att materialet i fossila bränslen (inklusive kolet) varit utanför det naturliga kretsloppet under lång tid, medan ny biomassa för biobränslen ständigt bildas och då på nytt binder det kol som släpps ut som koldioxid vid förbränning. Därmed kan vissa former av biobränslen anses koldioxidneutrala, men inte alla. Huruvida biobränslen faktiskt är koldioxidneutrala på kort eller medellång sikt beror bland annat på huruvida motsvarande mängd koldioxid (och andra växthusgaser, om dessa beaktas) verkligen binds i ny biomassa under den betraktade perioden.
Allt för stor produktion av biobränsle kan föranleda skogsskövling, minskad biologisk mångfald i skogen, ökade utsläpp och minskad matproduktion i världen. Biobränslen som baseras på restprodukter som annars skulle kastas anses hållbara av Naturskyddsföreningen, exempelvis biogas från matavfall och gödsel samt biobränsle från restprodukter från ett hållbart skogsbruk. Biobränsle från grövre ved och gamla stubbar anses inte vara hållbart producerad. I sektorer där eldrift inte är ett alternativ, som flyg- och sjöfart, kan biobränslen vara en klimatlösning enligt Naturskyddsföreningen.

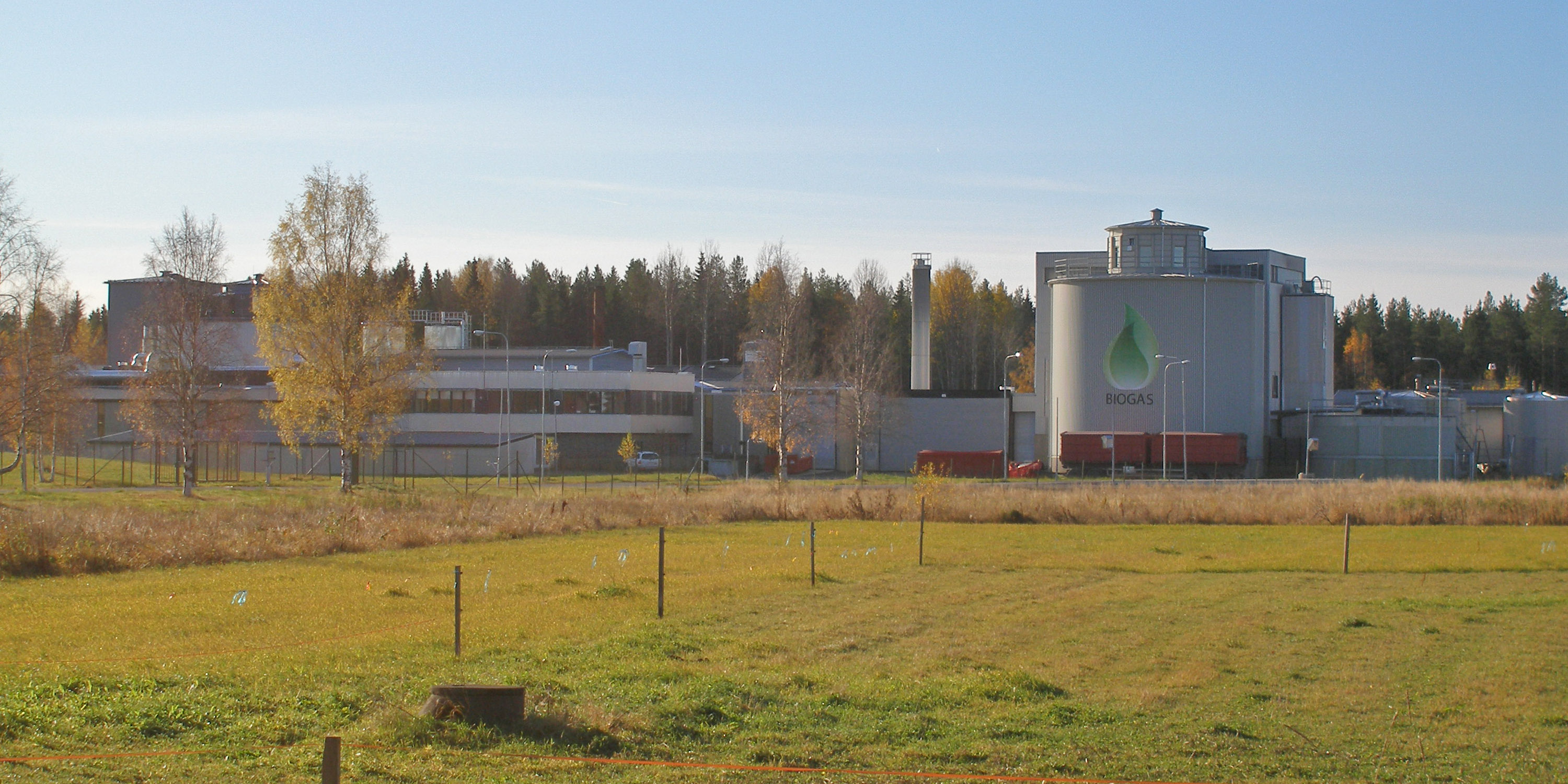
En biogasanläggning i Skellefteå som rötar matavfall samt tillvaratar den rågas som bildas i det intilliggande reningsverket.

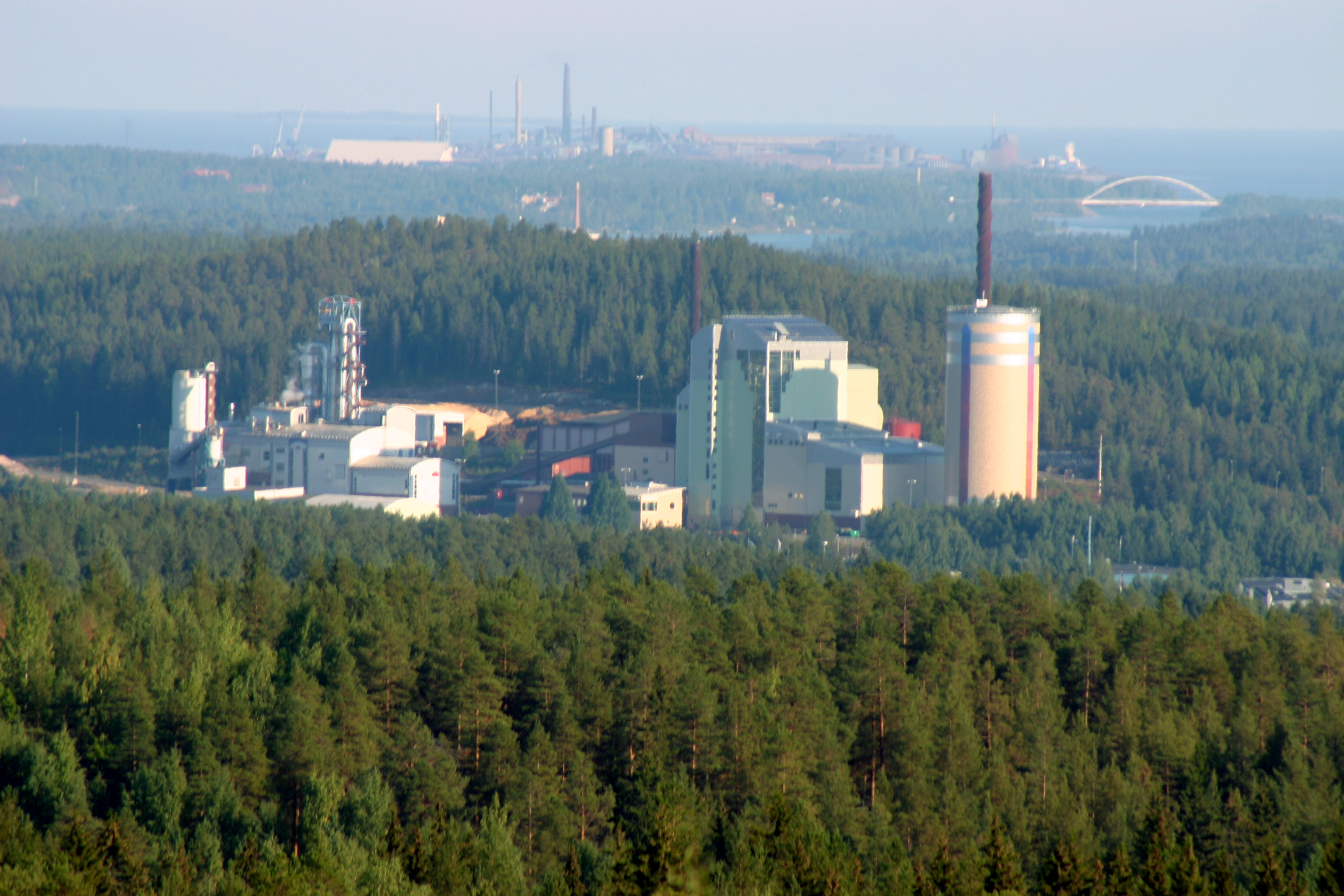
Kraftvärmeanläggning i Skellefteå, som drivs på biobränslen.

## Olika bränslen och deras användningsområden
Biobränslen används för el- och värmeproduktion samt som biodrivmedel. De finns i väldigt många olika former: fasta bränslen (trä, torv och avfall), flytande bränslen (bioetanol och biodiesel) och gasformiga bränslen (biogas).

### Trädbränslen
Huvudartikel: Trädbränsle
Trädbränslen kommer från träråvara och kan till exempel vara ved, avverkningsrester (bland annat grenar, toppar, stubbar och bark) eller energiskog. Blandningen av kemikalier och utlöst organiskt material som uppstår vid kemiska pappersmassabruk, ofta kallad returlut, avlut eller oftast svartlut, är också ett mycket vanligt biobränsle. I länder med en utvecklad massa- och pappersindustri, såsom Sverige, Finland och Kanada, står avlut för en stor del av användningen. Den förbränns vid fabriken och är en viktig källa för både värme och elektricitet.

### Stråbränslen
Huvudartikel: Stråbränsle
Vanligtvis halm, hampa och helsäd. Halm till exempel, har fördelen att ha ett lågt vatteninnehåll om den skördas under torra förhållanden. En nackdel är dock att halmen tar upp stor fysisk volym vilket försvårar transporter.

### Avfall
Såväl industriellt avfall som hushållsavfall kan användas för energiproduktion. Hushållsavfall räknas ibland inte till biobränslena eftersom det delvis består av fossila komponenter, främst plast. Även slam från avloppsreningsverk kan användas som biobränsle.
Avfall kan rötas för utvinning av biogas, istället för att brännas som sådant.

### Torv
Torv räknas i de flesta sammanhang som ett fossilt bränsle. Utsläpp från förbränning av torv ska enligt FN:s klimatkonvention från år 2000 (UNFCCC) rapporteras som fossila.. Ibland benämns torven som halvfossil, eftersom den förnyas kontinuerligt och mycket snabbare är olja, naturgas, brunkol och stenkol.
I de internationella klimatförhandlingarna och i EU:s handelssystem för koldioxidutsläpp betraktas torv som fossilt, medan det inom det svenska elcertifikatsystemet räknas som ett förnybart bränsle. Studier från 2015 visar att torv ur växthusgassynpunkt motsvarar fossila bränslen i ett tidsperspektiv upp till några hundra år.
Torvmarker påverkar och blir påverkade av klimatet på flera sätt. Torvmarker har ett utbyte av växthusgaser med atmosfären. Det handlar främst om koldioxid, metan och lustgas. Effekten av utsläppen av växthusgaser vid torvutvinning beror bland annat på var den sker och hur marken efterbehandlas. På myrar som redan är kraftigt påverkade av markavvattning eller som har naturligt höga utsläpp av metan- och lustgas kan torvbrytning minska växthusgasutsläppen. Samtidigt ger förbränningen av torven ett nettoutsläpp av koldioxid. Den totala effekten på växthusgasbalansen är komplex.

### Förädlade bränslen
Biobränslen har traditionellt ofta använts i relativt oförädlad form, till exempel som brännved, men för att få ner volymen vid transport och för att få en mer användarvänlig vara, brukar den numera ofta förädlas till fasta, flytande eller gasformiga bränslen.
- Biodiesel är ett biodrivmedel som framställts från växter eller djur och som modifierats för att ha samma egenskaper som fossil diesel. Biodiesel kallas internationellt för FAME (Fatty Acid Methyl)[11]. Det kan till exempel framställas från raps, soja, majs och palm eller från ister och talg från restauranger[12]. I Sverige framställs det ofta från raps och kallas RME (rapsoljemetylester). Eftersom biodiesel har samma egenskaper som fossil diesel kan det användas i vanliga dieselmotorer.[11]
- Bioetanol är etanol som har framställts från biologist material. Det görs idag framförallt genom anaerob nedbrytning (jäsning) av socker. I Sverige kommer sockret till störst del från potatis, medan det i andra delar av världen ofta kommer från majs (i USA), cassava eller sockerrör (i Brasilien). Etanol har korrosiva egenskaper som gör att det i höga halter inte kan användas som drivmedel i vanliga bensinmotorer. I Sverige är ett vanligt drivmedel på bioetanol E85, vilket består av 85 procent etanol och 15 procent bensin.[13]
- Biogas är gas som har framställts av bakterier i en syrefri miljö genom nedbrytning av organiskt material till framförallt metan. Exempel på organiskt material är gödsel, avföring, slam, matrester och energigrödor. Biogasen kan efter framställning renas för att erhålla en metanhalt på 97–98 procent och kan då användas som drivmedel på samma sätt som naturgas.

## Miljö- och klimatpåverkan
Användning av biobränslen  har i sig ett lågt svavelinnehåll, vilket leder till låga svaveldioxidutsläpp.

### Uttag av näringsämnen
Vissa former av biobränslen kräver stora arealer åkermark för framställning av den primära biomassan. Stora uttag av biobränslen från odlingar medför uttag av växtnäringsämnen i marken som i sin tur leder till att markens naturliga vittringsprocess inte hinner producera tillräckligt med nya mineralnäringsämnen. Återföring av aska, som uppstår vid förbränning av biogrödorna, till odlingsmarker kan motverka förluster av växtnäringsämnen i marken. Därmed kan till exempel försurning av marken motverkas.

### Övergödning
I en livscykelanalys utförd 2010 av Lunds universitet undersöktes övergödningseffekten för etanol, biogas och RME producerade av olika råvaror. Magnituden av övergödningen varierade i stor utsträckning beroende på val av allokeringsmetod och typ av odlingssystem. RME hade dock i stort sett den största övergödningen oavsett val av allokeringsmetod och odlingssystem. Biogas och etanol producerade på bland annat sockerbetor bidrog väldigt lite till övergödning .
I ett pilotförsök som utfördes i Skåne för att minska övergödningen provade man blanda flygaska ifrån biobränsleanläggningar i vattendrag. Genom att askan fungerar som en typ av klister skulle detta då återföra fosforn till åkermarken istället för att det rinner ut i Östersjön. Innan askan ska tillföras vattendraget ska den testas och godkännas så att den inte innehåller några farliga tungmetaller eller andra miljöfarliga ämnen .

### Påverkan på biologisk mångfald
Påverkan på biologisk mångfald från biobränslen varierar mycket beroende på vilket bränsle som studeras. Alla biobränslen som framställs genom att hugga ner regnskog har stor påverkan. Det kan göras för att använda skogen direkt som bränsle eller för att använda marken för odling av grödor till biobränslen. Indirekt kan biobränsle som framställs från grödor och spannmål påverka regnskogsskövling då det konkurrerar med matproduktionen. Grödor och spannmål som inte blir mat måste istället odlas på någon annan plats, till exempel på regnskogsmark.
Generellt gäller att när trädbränsle i form av avverkningsrester (grenar, toppar, stubbar) tas ut minskar mängden ved som kan utnyttjas av vedlevande organismer. Hur mycket man kan ta ut innan det blir problem för arter vet man inte, men förmodligen är insekter som föredrar solbelyst ved mest i riskzonen . Avverkningsrester av lövträd är rikare på rödlistade arter och därför bör man vara försiktigare med att ta ut trädbränsle av dem. Speciellt för ädellöv kan dessutom lagringshögarna utgöra en risk för insekter eftersom det fungerar som en ekologisk fälla då honor lockas att lägga ägg i det virke som strax efter eldas upp i värmeverk .

### Klimatpåverkan
Energiutvinning från fossila bränslen orsakar ofta stora utsläpp av växthusgaser, främst koldioxid, som bidrar till den globala uppvärmningen genom växthuseffekten. Det anses därför vara viktigt att utveckla och använda bränslen med låga nettoutsläpp av koldioxid. Vid förbränning av biomassan frigörs den koldioxid och energi som växten tidigare tagit upp för att växa. Den mängd koldioxid som bildas vid förbränningen är precis samma mängd som växten tagit upp under sin tillväxt, och så länge återväxten är lika hög som uttaget kommer alltså inte koldioxidhalten i atmosfären att öka. Koldioxidutsläpp kan dock uppstå i andra skeden av tillverkningsprocessen, såsom hantering och transporter .
Beroende på hur mycket kol som i medeltal finns bundet i en energigröda jämfört med alternativ markanvändning kan kolbalansen påverkas negativt eller positivt av odlingen av energigrödor. Äldre skog eller mossar innehåller mycket mer kol än de grödor som eventuellt kommer att odlas på samma område. Kolbalansen kommer alltså att påverkas negativt vid utnyttjande av sådana resurser. Vid odling av energiskog på tidigare ängsmark är förhållandet det motsatta. Oberoende kommer ingen ytterligare kol att släppas ut, utöver det som bundits i energigrödan, efter att marken en gång tagits i bruk och de gamla kolreserverna använts. För resurser som förnyas långsamt, såsom torv, är energianvändning på lång sikt neutral endast om balansen mellan frigjort och på nytt bundet kol på de betraktade områdena motsvarar balansen vid alternativ markanvändning. För snabba energigrödor kommer möjligheten att ersätta fossila bränslen att dominera över de ursprungliga kolutsläppen.
Tiden mellan att biomassan förbränns och förnyas varierar mellan olika biobränslen. För träd är tiden mycket längre än till exempel för halm . Det kan därför finnas en klimatpåverkan från den tid då det finns extra koldioxid i atmosfären då växterna inte hunnit ta upp koldioxiden som bildades vid förbränningen. På grund av detta visar exempelvis en studie i Finland att på kort sikt (10–30 år) ger ökad skogsanvändning för biobränsleproduktion ingen positiv påverkan på klimatet, även om beräkningarna är osäkra. En sammanställning av olika livscykelanalyser presenteras av Weisser 2006 . Koldioxidutsläppen för bioenergi uppskattas till 40–100 gram CO2 per kilowattimme (kWh). Som en jämförelse uppskattades utsläppen för kolkraft till 800–1 300 g CO2 per kWh och för vind- och kärnkraft till ungefär 10 g CO2 per kWh.
Förbränning av biobränslen avger koldioxid och de kan bara bli neutrala efter en tid som motsvarar tillväxtcykeln för växten. För träd i norra Europa är det cirka 50-100 år, och därmed ger bioenergi från träd ökade koldioxidutsläpp till atmosfären (som fossila bränslen), utom i ett långsiktigt cykelperspektiv. Bränslen från snabbt växande grödor eller spannmål kan bli neutrala på några år.
Genom att lagra koldioxid från biobränslen (BECCS) kan minusutsläpp av koldioxid uppstå, vilket innebär ett nettoutflöde av koldioxid ur atmosfären . Enligt OECD och IPCC är BECCS-tekniken en avgörande teknik för att kunna nå 2-gradersmålet i det globala klimatarbetet , vilket är riskabelt eftersom BECCS inte än prövats i större skala, och är därför tills vidare endast en teoretisk lösning.
I praktiken används i dagens läge praktiskt taget alltid fossila bränslen för underhåll av infrastruktur och transport av biomassa. Då man bedömer hur ett bränsle påverkar koldioxidbalansen bör man beakta också dessa utsläpp. Detta gör att en och samma sorts biobränsle kan ha olika klimatpåverkan beroende på hur och var den har producerats.

## Användning i EU
Följande tabell visar användningen av flytande biobränsle för transporter enligt land.
| Biodrivmedel         | Biodrivmedel   | Biodrivmedel    | Biodrivmedel    | Biodrivmedel    | Biodrivmedel    | Biodrivmedel    | Biodrivmedel    | Biodrivmedel    |
|                      |                | Bruk 2005 (GWh) | Bruk 2006 (GWh) | Bruk 2006 (GWh) | Bruk 2006 (GWh) | Bruk 2007 (GWh) | Bruk 2007 (GWh) | Bruk 2007 (GWh) |
| Nr                   | Land           | Totalt          | Totalt          | Biodiesel       | Bioetanol       | Totalt          | Biodiesel       | Bioetanol       |
| -------------------- | -------------- | --------------- | --------------- | --------------- | --------------- | --------------- | --------------- | --------------- |
| 1                    | Tyskland       | 21 703          | 40 417          | 29 447          | 3 544           | 46 552          | 34 395          | 3 408           |
| 2                    | Frankrike      | 4 874           | 8 574           | 6 855           | 1 719           | 16 680          | 13 506          | 3 174           |
| 3                    | Österrike      | 920             | 3 878           | 3 878           | 1               | 4 524           | 4 270           | 254             |
| 4                    | Spanien        | 1 583           | 1 961           | 629             | 1 332           | 4 341           | 3 031           | 1 310           |
| 5                    | Storbritannien | 793             | 2 097           | 1 533           | 563             | 4 055           | 3 148           | 907             |
| 6                    | Sverige        | 1 938           | 2 587           | 523             | 1 894           | 3 272           | 1 158           | 2 113           |
| 7                    | Portugal       | 2               | 818             | 818             | 0               | 1 847           | 1 847           | 0               |
| 8                    | Italien        | 2 059           | 1 732           | 1 732           | 0               | 1 621           | 1 621           | 0               |
| 9                    | Bulgarien      |                 | 96              | 96              | 0               | 1 308           | 539             | 769             |
| 10                   | Polen          | 481             | 1 102           | 491             | 611             | 1 171           | 180             | 991             |
| 11                   | Belgien        | 0               | 10              | 10              | 0               | 1 061           | 1 061           | 0               |
| 12                   | Grekland       | 32              | 540             | 540             | 0               | 940             | 940             | 0               |
| 13                   | Litauen        | 97              | 226             | 162             | 64              | 612             | 477             | 135             |
| 14                   | Luxemburg      | 7               | 6               | 6               | 0               | 407             | 397             | 10              |
| 15                   | Tjeckien       | 33              | 226             | 213             | 13              | 382             | 380             | 2               |
| 16                   | Slovenien      | 58              | 50              | 48              | 2               | 160             | 151             | 9               |
| 17                   | Slovakien      | 110             | 153             | 149             | 4               | 154             | i.u.            | 154             |
| 18                   | Ungern         | 28              | 139             | 4               | 136             | 107             | 0               | 107             |
| 19                   | Nederländerna  | 0               | 371             | 172             | 179             | 101             | i.u.            | 101             |
| 20                   | Irland         | 9               | 36              | 8               | 13              | 97              | 27              | 54              |
| 21                   | Danmark        | 0               | 42              | 0               | 42              | 70              | 0               | 70              |
| 22                   | Lettland       | 34              | 29              | 17              | 12              | 20              | 0               | 20              |
| 23                   | Finland        | 0               | 10              | 0               | 10              | i.u.            | i.u.            | i.u.            |
| 24                   | Rumänien       | -               | 32              | 32              | 0               | i.u.            | i.u.            | i.u.            |
| 25                   | Malta          | 8               | 10              | 10              | 0               | i.u.            | i.u.            | i.u.            |
| 26                   | Estland        | 0               | 7               | 7               | 0               | i.u.            | i.u.            | i.u.            |
| 27                   | Cypern         | 0               | 0               | 0               | 0               | i.u.            | i.u.            | i.u.            |
| 27                   | EU             | 34 796          | 65 148          | 47 380          | 10 138          | 89 482          | 67 154          | 13 563          |
| i.u. = ingen uppgift |                |                 |                 |                 |                 |                 |                 |                 |

Under 2014 var andelen biodrivmedel i Europa cirka 5,7 procent vilken är en ökning jämfört med 2013 då biodrivmedel stod för cirka 5,4 procent. Man har spekulerat vad som är anledning till den långsamma tillväxten och konstaterat att det förmodligen beror på problem med indirekt markanvändning(ILUC) samt långsam utveckling av nya förnyelsebara biodrivmedel .
Följande tabell visar den uppskattade biobränsleanvändningen för transporter i Europeiska unionen 2014 i enheten toe (ton oljeekvivalenter).
| Land           | Bioetanol | Biodiesel  | Biogas bränsle | Andra biobränslen | Total konsumtion | Hållbart certifierad |
| -------------- | --------- | ---------- | -------------- | ----------------- | ---------------- | -------------------- |
| Frankrike      | 414 000   | 2 541 000  | 0              | 0                 | 2 955 000        | 100 %                |
| Tyskland       | 792 563   | 1 907 974  | 42 992         | 5 302             | 2 748 831        | 100 %                |
| Storbritannien | 407 280   | 752 723    | 0              | 0                 | 1 160 003        | 100%                 |
| Italien        | 7 739     | 1 055 174  | 0              | 0                 | 1 062 913        | 100 %                |
| Spanien        | 180 891   | 798 489    | 0              | 0                 | 979 380          | 0 %                  |
| Sverige        | 165 421   | 687 237    | 88 744         | 0                 | 941 402          | 100 %                |
| Polen          | 142 606   | 595 931    | 0              | 0                 | 738 537          | 100 %                |
| Österrike      | 60 163    | 480 131    | 0              | 0                 | 540 294          | 87 %                 |
| Belgien        | 36 758    | 350 841    | 0              | 0                 | 387 599          | 100 %                |
| Nederländerna  | 128 332   | 220 933    | 0              | 0                 | 349 265          | 96 %                 |
| Tjeckien       | 78 617    | 265 484    | 0              | 0                 | 344 101          | 100 %                |
| Portugal       | 5 121     | 290 759    | 0              | 0                 | 295 880          | 5 %                  |
| Danmark        | 0         | 262 468    | 0              | 0                 | 262 468          | 100 %                |
| Rumänien       | 36 885    | 159 413    | 0              | 10 059            | 206 357          | 95 %                 |
| Finland        | 69 936    | 132 920    | 1 462          | 0                 | 204 318          | 100 %                |
| Ungern         | 38 943    | 95 666     | 0              | 16 968            | 151 577          | 89 %                 |
| Slovakien      | 55 872    | 79 570     | 0              | 0                 | 135 442          | 100 %                |
| Grekland       | 0         | 133 443    | 0              |                   | 133 443          | 23 %                 |
| Irland         | 27 121    | 88 929     | 0              |                   | 116 050          | 100 %                |
| Luxemburg      | 3 115     | 65 451     | 0              | 65                | 68 631           | 100 %                |
| Litauen        | 6 751     | 57 556     | 0              | 0                 | 64 307           | 85 %                 |
| Bulgarien      | 0         | 53 429     | 0              | 0                 | 53 429           | 100%                 |
| Kroatien       | 0         | 29 804     | 0              | 0                 | 29 804           | 100 %                |
| Slovenien      | 6 016     | 23 095     | 0              | 0                 | 29 111           | 100 %                |
| Lettland       | 6 449     | 12 372     | 0              | 0                 | 18 821           | 100 %                |
| Cypern         | 0         | 13 277     | 0              |                   | 13 277           | 100 %                |
| Malta          | 0         | 3 975      | 0              | 0                 | 3 975            | 100 %                |
| Estland        | 3 201     | 0          | 0              | 0                 | 3 201            | 0 %                  |
| Total EU 28    | 2 673 780 | 11 158 044 | 133 198        | 32 394            | 13 997 416       | 89 %                 |

1. ↑  För Danmark är konsumtionen av bioetanol och biodiesel ihopslagen då informationen är konfidentiell. Källa Eurobserv'ER 2015.[35]

Notering: Vid tillfället för undersökningen fanns ingen tillgänglig data för konsumtionen tillgänglig för Kroatien, Lettland, Rumänien, Estland, Slovakien och Finland (bortsett ifrån biogas). På grund av osäkerheterna har därmed Eurobserv'ER bestämt att vänta med publiciceringen av detta diagram.

## Användning i Sverige

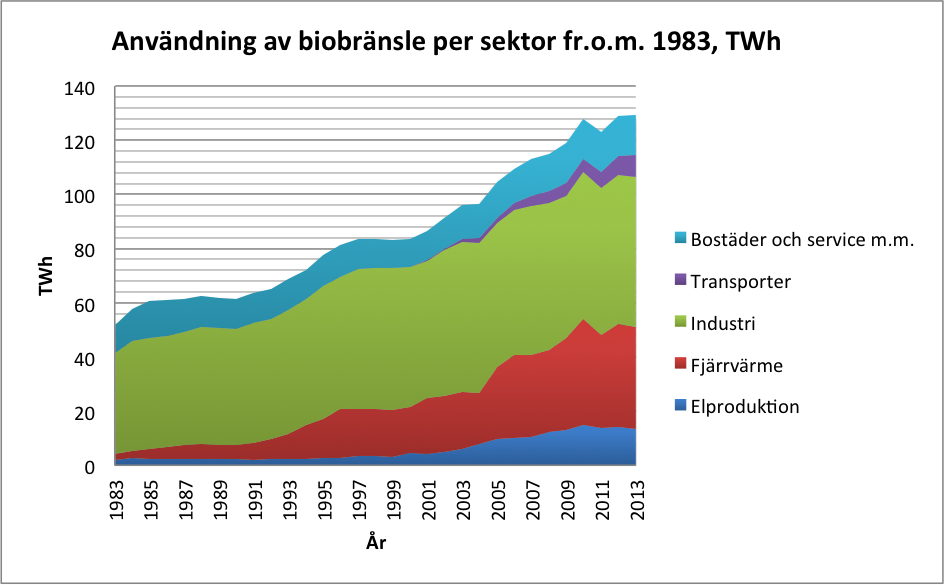
Denna bild beskriver användningen av biobränsle per sektor mellan åren 1983-2013. Data är taget från Energiläget 2015

Den totala tillförseln av biobränslen i Sverige ökade från 115 till 128 TWh mellan åren 2008 och 2010, varav 9 TWh mellan 2009 och 2010 . Det är den snabbaste ökningen av bioenergianvändningen som registrerats hittills som avslöjas i en prognos från Energimyndigheten som citeras av Svenska Bioenergiföreningen . Ökningen skedde inom elproduktion, fjärrvärme, transporter samt bostad och service m.m. Den enda sektorn som inte ökade för perioden var industrisektorn . Att ökningen var särskilt stor mellan 2009 och 2010 har samband med väderleken – 2010 var det kallaste året under den senaste tioårsperioden . 2011 minskade användandet av biobränslen till 123 TWh men året därefter ökade användningen åter till 128 TWh och 2014 noterades ingen ökning för biobränslen utan var kvar på 128 TWh .
Biobränslen motsvarar ungefär 25 procent av Sveriges totala energianvändning (som noterades till 563 TWh 2014) och sett ur ett 40-årigt perspektiv har biobränsleanvändningen ökat starkt. De största användarna av biobränslen är industri och fjärrvärme-sektorn. Industrisektorn förbrukade ungefär 146 TWh 2013 varav 37 procent producerades ifrån biobränslen vilket motsvarar 55 TWh .

I fjärrvärmesektorn producerades 60 procent av energin ifrån biobränslen 2014 vilket motsvarar 38 TWh .

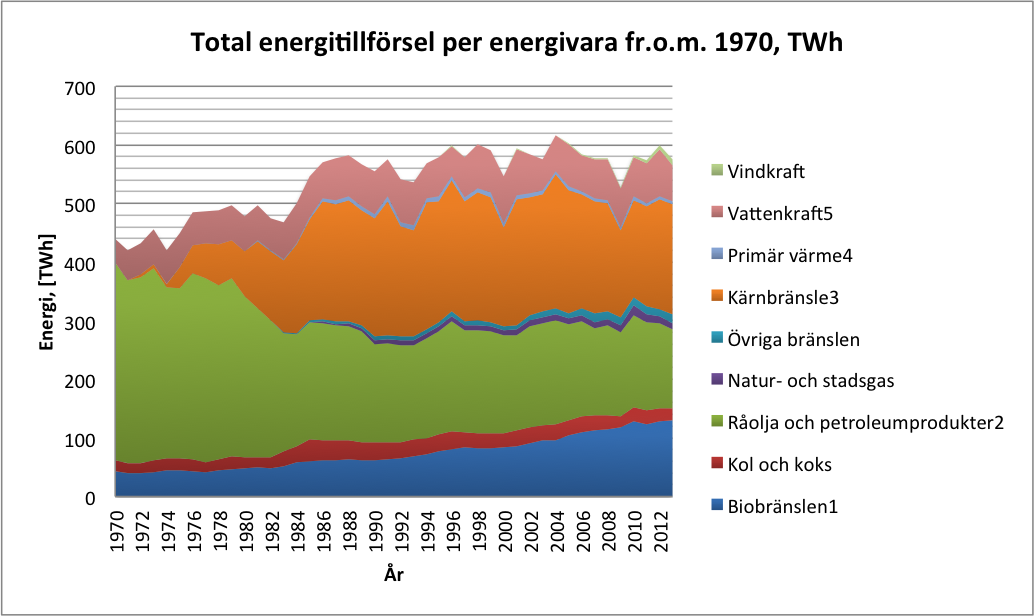
Denna bild visar den totala energitillförseln i Sverige per energivara mellan åren 1970-2013 angett i TWh. Data är taget från Energiläget 2015.

Bostad och service-sektorn förbrukade cirka 147 TWh 2013, varav biobränslen bidrog med ungefär 15–20 TWh vilket motsvarar cirka 12 procent. Av den totala förbrukningen ifrån bostads och service-sektorn var cirka 90 procent av förbrukningen ifrån hushåll och andra lokalbyggnader .
Transportsektorn förbrukade 113 TWh 2013 där användningen av förnybara biodrivmedel ökade till 8 TWh 2013, 12 procent av det inhemska transporterna varav 10 procent vägtrafik använder sig av biodrivmedel 2013 .
| Användning av biobränslen per bränslekategori från och med 2005, GWh | Användning av biobränslen per bränslekategori från och med 2005, GWh | Användning av biobränslen per bränslekategori från och med 2005, GWh | Användning av biobränslen per bränslekategori från och med 2005, GWh | Användning av biobränslen per bränslekategori från och med 2005, GWh | Användning av biobränslen per bränslekategori från och med 2005, GWh | Användning av biobränslen per bränslekategori från och med 2005, GWh | Användning av biobränslen per bränslekategori från och med 2005, GWh | Användning av biobränslen per bränslekategori från och med 2005, GWh | Användning av biobränslen per bränslekategori från och med 2005, GWh | Användning av biobränslen per bränslekategori från och med 2005, GWh | Användning av biobränslen per bränslekategori från och med 2005, GWh | Användning av biobränslen per bränslekategori från och med 2005, GWh |
| År                                                                   | Förädlat trädbränsle                                                 | Oförädlat trädbränsle                                                | Avlutar                                                              | Övriga fasta biobränslen                                             | Bioetanol                                                            | Biodiesel                                                            | Tall- och beckolja                                                   | Vegetabiliska och animaliska oljor                                   | Övriga flytande biobränslen                                          | Biogas                                                               | Biogent hushållsavfall                                               | Totalt                                                               |
| -------------------------------------------------------------------- | -------------------------------------------------------------------- | -------------------------------------------------------------------- | -------------------------------------------------------------------- | -------------------------------------------------------------------- | -------------------------------------------------------------------- | -------------------------------------------------------------------- | -------------------------------------------------------------------- | -------------------------------------------------------------------- | -------------------------------------------------------------------- | -------------------------------------------------------------------- | -------------------------------------------------------------------- | -------------------------------------------------------------------- |
| 2005                                                                 | 8 451                                                                | 44 639                                                               | 39 465                                                               | 988                                                                  | 1 674                                                                | 97                                                                   | 2 671                                                                | 1 151                                                                | 0                                                                    | 380                                                                  | 5 021                                                                | 104 538                                                              |
| 2006                                                                 | 9 340                                                                | 46 898                                                               | 38 222                                                               | 1 486                                                                | 1 916                                                                | 589                                                                  | 2 976                                                                | 2 013                                                                | 63                                                                   | 438                                                                  | 5 290                                                                | 109 231                                                              |
| 2007                                                                 | 8 660                                                                | 47 396                                                               | 41 289                                                               | 1 277                                                                | 2 203                                                                | 1 199                                                                | 2 431                                                                | 1 702                                                                | 184                                                                  | 478                                                                  | 6 095                                                                | 112 915                                                              |
| 2008                                                                 | 8 993                                                                | 48 790                                                               | 40 280                                                               | 1 034                                                                | 2 456                                                                | 1 508                                                                | 2 767                                                                | 1 289                                                                | 226                                                                  | 368                                                                  | 7 017                                                                | 114 730                                                              |
| 2009                                                                 | 11 746                                                               | 48 961                                                               | 40 108                                                               | 839                                                                  | 2 271                                                                | 1 878                                                                | 3 019                                                                | 1 823                                                                | 206                                                                  | 831                                                                  | 7 249                                                                | 118 931                                                              |
| 2010                                                                 | 12 074                                                               | 54 186                                                               | 40 782                                                               | 1 506                                                                | 2 333                                                                | 2 062                                                                | 3 465                                                                | 2 267                                                                | 308                                                                  | 1 023                                                                | 7 876                                                                | 127 881                                                              |
| 2011                                                                 | 9 402                                                                | 51 984                                                               | 39 856                                                               | 2 219                                                                | 2 419                                                                | 2 722                                                                | 3 285                                                                | 1 008                                                                | 420                                                                  | 1 060                                                                | 8 211                                                                | 122 585                                                              |
| 2012                                                                 | 10 202                                                               | 53 909                                                               | 41 782                                                               | 1 706                                                                | 2 345                                                                | 3 738                                                                | 2 863                                                                | 1 369                                                                | 139                                                                  | 1 099                                                                | 8 699                                                                | 127 852                                                              |
| 2013                                                                 | 10 335                                                               | 51 817                                                               | 42 210                                                               | 1 239                                                                | 2 066                                                                | 5 412                                                                | 2 825                                                                | 1 543                                                                | 208                                                                  | 1 154                                                                | 8 858                                                                | 127 667                                                              |